# Alef dos Santos Saldanha
Alef dos Santos Saldanha, mais conhecido como Alef (Nova Odessa, 28 de janeiro de 1995) é um futebolista brasileiro que atua como volante. Atualmente, joga pelo São Bernardo FC.

## Carreira

### Ponte Preta
Alef começou a sua carreira nas categorias de base da Ponte Preta em 2008. Disputou a Copa São Paulo de Futebol Junior em 2012 e 2013.
Estreou como profissional em 18 de setembro de 2013, com 18 anos de idade.
Em 2013 e 2014, quando jogou na categoria principal, somou 43 partidas, fazendo sua despedida no dia 30 de julho de 2014, quando enfrentou o Vasco na Copa do Brasil daquela edição.

### Ol. Marseille
Em agosto de 2014, foi emprestado ao Olympique de Marseille II, da França.

### Braga
Em julho de 2015 foi vendido para um grupo investidor por 1,5 milhão de euros (R$ 5,1 milhões). A Macaca tinha direito a 55% do total, referentes aos direitos econômicos, e recebeu R$ 2,8 milhões pela transação. O destino de Alef foi o Braga, equipe de Portugal com a qual assinou contrato por cinco temporadas.

### Umm Salal
Depois de uma temporada na equipe portuguesa, foi emprestado ao Umm Salal SC, do Qatar, por uma temporada.

### Apollon Limassol
Na temporada seguinte, foi emprestado novamente, dessa vez ao Apollon Limassol da Primeira Divisão do Chipre. No final da temporada, Alef foi eleito o melhor volante do Campeonato Cipriota de 2017-18.

### AEK Atenas
Após se destacar na campanha no qual o Apollon terminou em 2° lugar no Campeonato Nacional, foi anunciado por empréstimo como o novo reforço do AEK Atenas no dia 20 de julho de 2018, assinando até o final da temporada, com opção de renovação de contrato por 4 anos.

### Apoel
No dia 26 de julho de 2019, Alef foi emprestado novamente, mas desta vez para Apoel, clube do Chipre e atual campeão do campeonato nacional na época. Assinou por 1 ano com opção de compra no final do empréstimo.
No dia 28 de setembro, Alef foi campeão da Supercopa do Chipre de 2019 pelo Apoel, ao bater o AEL por 1 a 0.

### Fehérvar
Após acumular vários empréstimos nos 5 anos em que esteve pelo Braga, em 27 de agosto de 2020, Alef foi oficialmente vendido ao Fehérvar, da Hungria, assinado contrato por 3 anos com clube.

### São Bernardo FC
Em julho de 2023, reforça o São Bernardo na reta final da primeira fase da Série C.

## Seleção brasileira

### Brasil Sub-20
Alef foi convocado para jogar a Copa do Mundo FIFA Sub-20 de 2015 pelo Brasil. Na competição, ele jogou cinco jogos[carece de fontes?] e foi vice-campeão do torneio.

## Estatísticas
Até 4 de junho de 2015.

### Seleção Brasileira
Abaixo estão listados todos jogos e gols do futebolista pela Seleção Brasileira, desde as categorias de base. Abaixo da tabela, clique em expandir para ver a lista detalhada dos jogos de acordo com a categoria selecionada.[carece de fontes?]
Sub-20
| Ano   |       |      |         |       |
| Ano   | Jogos | Gols | Assist. | Média |
| ----- | ----- | ---- | ------- | ----- |
| 2015  | 9     | 0    | 1       | 0     |
| Total | 9     | 0    | 1       | 0     |

|    | Data                | Local                                          | Resultado | Adversário      | Gols | Assist. | Competição                   |
| -- | ------------------- | ---------------------------------------------- | --------- | --------------- | ---- | ------- | ---------------------------- |
| 1. | 13 de abril de 2015 | Salzburg, Áustria                              | 3–0       | Catar           | 0    | 0       | Amistoso                     |
| 2. | 16 de abril de 2015 | Pasching, Áustria                              | 0–1       | Honduras        | 0    | 0       | Amistoso                     |
| 3. | 24 de maio de 2016  | Jubilee Oval, Sydney, Austrália                | 1–0       | Portugal        | 0    | 0       | Amistoso                     |
| 4. | 27 de maio de 2015  | Wollongong Showground, Wollongong, Austrália   | 1–0       | Austrália       | 0    | 0       | Amistoso                     |
| 5. | 31 de maio de 2015  | Estádio Yarrow, New Plymouth, Nova Zelândia    | 4–2       | Nigéria         | 0    | 1       | Copa do Mundo Sub-20 de 2015 |
| 6. | 4 de junho de 2015  | Estádio Yarrow, New Plymouth, Nova Zelândia    | 2–1       | Hungria         | 0    | 0       | Copa do Mundo Sub-20 de 2015 |
| 7. | 7 de junho de 2015  | Estádio AMI, Christchurch, Nova Zelândia       | 3–0       | Coreia do Norte | 0    | 0       | Copa do Mundo Sub-20 de 2015 |
| 8. | 17 de junho de 2015 | Waikato Stadium, Hamilton, Nova Zelândia       | 5–0       | Senegal         | 0    | 0       | Copa do Mundo Sub-20 de 2015 |
| 9. | 20 de junho de 2015 | North Harbour Stadium, Auckland, Nova Zelândia | 1–2       | Sérvia          | 0    | 0       | Copa do Mundo Sub-20 de 2015 |

Seleção Brasileira (total)
| Ano   |       |      |         |       |
| Ano   | Jogos | Gols | Assist. | Média |
| ----- | ----- | ---- | ------- | ----- |
| 2015  | 9     | 0    | 1       | 0     |
| Total | 9     | 0    | 1       | 0     |

## Títulos

### Apoel
- Supercopa do Chipre: 2019[carece de fontes?]

### Prêmios individuais
- Melhor volante do Campeonato Cipriota: 2017–18[9]